# Mytilus unguiculatus
Mytilus unguiculatus — вид двустворчатых моллюсков из семейства мидий (Mytilidae). Широко используется в качестве продукта питания в марикультуре в Корее и в Китае. Это также типичный организм, вызывающий обрастание.

## Распространение и среда обитания
Встречается у берегов субтропической западной части Тихого океана, населяя умеренные районы вдоль прибрежных вод Китая, Японии, Кореи и Дальнего Востока России. Встречается в Желтом и Японском морях, вплоть до залива Петра Великого. Обычно населяет верхнюю часть сублиторали. Также был обнаружен на обломках вблизи острова Ванкувер, предположительно, от цунами Тохоку 2011 года.
Геном Mytilus unguiculatus был секвенирован на уровне хромосом: 14 хромосом дали общий объём данных в 1,57 Гб.